# Angoche
Angoche ist eine Stadt in Mosambik. In der portugiesischen Kolonialzeit hieß die Stadt bis 1976 António Enes.

## Geographie

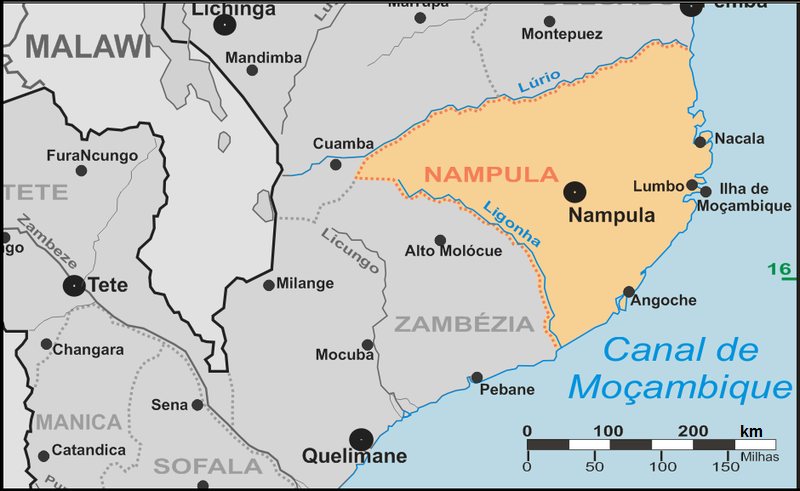
Provinz Nampula

Angoche befindet sich im Distrikt Angoche (Provinz Nampula), an der Küste der Straße von Mosambik. Vor der Meeresküstenlinie der Stadt liegen mehrere kleine Inseln, darunter die gleichnamige Insel Angoche.

## Bevölkerung
Angoche hat 84.356 Einwohner (Schätzung 2009). Gesprochen wird Ekoti, eine Makua-Sprache, die aus dem Swahili des 15. Jahrhunderts entlehnt ist und auch auf der nahegelegenen Insel Koti gesprochen wird.

## Geschichte
Angoche ist einer der ältesten Orte Mosambiks. Mindestens seit dem 15. Jahrhundert war es ein wichtiges muslimisches Handelszentrum und wurde wegen seiner Bedeutung im Gold- und Elfenbeinhandel zum Sultanat. Nachdem die Portugiesen in Quelimane 1544 eine Handelsstation gründeten, verlor Angoche seine Bedeutung als Regionalhafen an die südlich gelegene Stadt. Trotzdem behielt Angoche enge Kontakte zur Ilha de Moçambique. Im 19. Jahrhundert wandelte Angoche sich zu einem Zentrum des Sklavenhandels und blieb es bis 1860.